# Pecineaga
Pecineaga is een Roemeense gemeente in het district Constanța.
Pecineaga telt 3184 inwoners.